# Cyrtandra heintzelmaniana
Cyrtandra heintzelmaniana är en tvåhjärtbladig växtart som beskrevs av Margaret Clark Gillett. Cyrtandra heintzelmaniana ingår i släktet Cyrtandra och familjen Gesneriaceae. Inga underarter finns listade i Catalogue of Life.